# سوهاس سوبرامانیام
اسوهاس سوبرامانیام (زاده ۲۶ سپتامبر ۱۹۸۶) یک وکیل آمریکایی و عضو مجلس سنای ویرجینیا است که نماینده ناحیه ۳۲ است. او نامزد دموکرات‌ها برای منطقه دهم کنگره ویرجینیا است. سوهس با همسرش میراندا و دخترانش در اشبرن ویرجینیا زندگی می‌کند. او یک وکیل دادگستری بود.
اسوهاس سوبرامانیام قبلاً در مجلس نمایندگان ویرجینیا به نمایندگی از ناحیه ۸۷ خدمت می‌کرد. او که یک دموکرات بود اولین هندو-آمریکایی، جنوب آسیایی بود که به عضویت مجمع ویرجینیا انتخاب شد. او پیش از این به عنوان مشاور رئیس‌جمهور باراک اوباما در کاخ سفید خدمت می‌کرد.
در سال ۲۰۲۳، سوبرامانیام به نمایندگی از ناحیه ۳۲ به عنوان نماینده مجلس سنای ویرجینیا انتخاب شد. مدت کوتاهی پس از آن، او نامزدی خود را برای مجلس نمایندگان ایالات متحده در انتخابات ۲۰۲۴ برای جانشینی جنیفر وکستون از ناحیه ۱۰ اعلام کرد. او در انتخابات مقدماتی دموکرات‌ها در ۱۸ ژوئن ۲۰۲۴ پیروز شد و در انتخابات عمومی با مایک کلنسی جمهوری‌خواه روبرو خواهد شد.